# Orange County Choppers
Orange County Choppers (OCC) — компания, собирающая мотоциклы на заказ. Основана в 1999 году Полом Тэйтлом Старшим (англ. Paul Teutul, Sr.) и его сыном Полом Тэйтлом-младшим (англ. Paul Teutul, Jr.). Компания участвует в реалити-шоу «Американский мотоцикл» (англ. American Chopper), которое дебютировало в сентябре 2002 года на канале «Дискавери», и помогло компании добиться быстрого роста и популярности среди любителей мотоциклов во всём мире. 24 апреля 2008 года OCC открыли новую штаб-квартиру в городе Newburgh, для объединения своих производственных и торговых мощностей.

## История создания
OCC изначально был частью семейного предприятия Тэйтлов «Orange County Ironworks» основанного в 1970 году. В начале 1990-х Тэйтл-старший начинает производство мотоциклов на заказ, и в 1999 году основывает «Orange County Choppers». Первый байк компании «True Blue», который был представлен в 1999 на байк-шоу в Дайтоне англ. Daytona Biketoberfest.

## Расположение
Многие, услышав название компании, ошибочно полагают, что она находится в округе Ориндж, штата Калифорния. На самом деле это одноимённый округ штата Нью-Йорк. У Пола-старшего на левой руке татуировка с надписью «OCC New York», сделанная для предотвращения путаницы.

## Orange County Choppers в культуре
Их образы были задействованы в мультипликационном шоу «Звёздные бои насмерть».
Снялись в сериале «Меня зовут Эрл».
Снялись в клипе канадской рок-группы Nickelback — Rockstar.
Также задействованы в фильме «Реальные кабаны», как хозяева бара, в котором главные герои решились на мото-пробег.
В 10 серии 10 сезона «King of the Hill» American Choppers приезжают в Strickland Propane с выступлением.

## Интересные факты
Помимо своей основной деятельности, Orange County зарабатывают на распространении различной сувенирной продукции. Более того, не так давно они издали музыкальный диск с любимыми песнями Пола. А в 2009 году на десятилетие компании Orange County организовали концерт с выступлением P.O.D., Candlebox, Saliva, Red, 10 Years, Fair to Midland